# 一之瀬帆波
一之瀬 帆波（いちのせ ほなみ）は、衣笠彰梧によるライトノベル作品『ようこそ実力至上主義の教室へ』の登場人物の一人。作中の舞台となる高度育成高等学校の1年Bクラスに在籍する女子生徒。2年生編にて進級する。

## 作中設定

### 来歴
名門校・高度育成高等学校に入学するが、中学時代の長期間の欠席のためにBクラスへの配属となる。綾小路清隆に恋愛相談で助けてもらったことからDクラスと協力関係を結ぶこととなる。佐倉愛里へのストーカー事件では清隆と共に解決に導いた。船上特別試験ではAクラスの策略に苦戦する中、機転を利かせて彼らを罠に嵌めることに成功する。Aクラスの策略により一之瀬が犯罪者であるという噂が流れた際には、綾小路の助言に後押しされクラスメイトに過去の罪を告白し、それを聞いた彼らはそれでも一之瀬についていくことを誓い、一之瀬自身も過去の罪を克服した。Aクラスの策略の件や1年学年末試験の大敗で気落ちしていたところを励まされたことで綾小路との距離が近づき、2年の無人島試験で綾小路に告白するが、試験後の船上で軽井沢恵と付き合っていることを知らされショックを受ける。一度は綾小路のことを諦めようとするが認められるように進むことを決意し、2年3学期の特別試験では手段を選ばない戦略を取るようになる。

### 人物像
Bクラスのリーダーを務める。容姿端麗でスタイルも抜群であり、明るくで社交的な性格からクラスメイトに限らず多くの同級生と幅広く交友関係を持っている。Aクラスの坂柳や葛城に匹敵する高い能力を有しており、担任教師からの信頼も非常に厚い。また、原作小説には堀北鈴音が一之瀬を以下のように評価している場面がある。
他の生徒とは比べ物にならないほどの大量のプライベートポイントを所有しているが、その入手方法は不正によるものではない。そのことについて坂柳はBクラス全員のポイントを預かる「金庫番」のような役割を果たしているのではないかと推理している。
中学生時代に万引きに手を染めたことで大騒動を起こしてしまい、罪悪感から半年間引きこもった過去を持つ。一之瀬自身はこの経歴からBクラス配属となった理由だと推察しており、生来の気質に加え過剰なまでに他人を慮る善人のような行動もこの事件から立ち直ろうとしているためである。

## キャラクター設定
一之瀬帆波の髪型はイラスト担当のトモセシュンサクが良く描くタイプの髪型であり、トモセは一之瀬帆波を『暁の護衛』に登場する倉屋敷妙がそのまま大きくなったような印象であると語る。また、キャラの性格が良いことから、明るめのルックスになっている。

## 展開

### WEB動画
2016年1月18日に堀北鈴音と一之瀬帆波がLive2D技術によって原作イラストそのままに動き出すスペシャルムービーがYouTubeにて公開された。

### テレビアニメ
『ようこそ実力至上主義の教室へ』のテレビアニメは2017年7月から放送されており、本テレビアニメでは東山奈央が一之瀬帆波役の声優を務める。なお、東山はオーディションで一之瀬とは別のキャラクターを受けており、結果的に一之瀬役への起用が決まったとのこと。
東山は一之瀬について、『ようこそ実力至上主義の教室へ』という作品に触れていく中で登場人物への人間不信に陥った上に、一之瀬自身がポイントを大量に所持していたこともあり、本当は裏があるのではないかと思っていた。しかし、原作ファンから一之瀬が良い子である声を耳にしたり、某店舗で行われたシチュエーション別人気投票において、全てのシチュエーションで上位にランクインしたという事実を知り、作品内でも作品外でも愛されていると実感したことから、東山自身も「華のある子」に演じたいと思うようになったと語る。また、東山は一之瀬の「あざとさ」について以下のように語る。
また東山は、自身の演じる一之瀬と櫛田がどちらも側から見ればいい子に見えるキャラクターであったことから、櫛田とどのように差別化していくべきか悩んだことをアフレコの際に苦労した点として挙げている。
原作小説とテレビアニメ版において以下のような相違点がある。
- 原作小説で偽のカメラを用いてCクラス生徒を脅迫するのは綾小路清隆と一之瀬帆波だが、テレビアニメ版では綾小路清隆と堀北鈴音に変更されている[29]。

### 商品化
2018年1月に着替え中の「一之瀬帆波1/7スケールフィギュア」が発売された。

## 評価

### 批評
『このライトノベルがすごい！2020』（宝島社）では「元々サブヒロインだったが、ストーリーでもメインの立ち位置となり、読者からも絶大な支持を受けるようになっている」とコメントされている。
編集者・ライターの飯田一史は、教育の二大原理は「卓越性の追求」と「公正の追求」だとした上で、クラス全体の利益を考えて行動する一之瀬は「公正の追求」の典型であると述べている。

### 『このライトノベルがすごい！』による評価
『このライトノベルがすごい！』女性キャラクター部門では2020年度から3年連続でトップ10入りを果たしている。
| 年   | 賞                             | 部門                 | 順位 |
| ---- | ------------------------------ | -------------------- | ---- |
| 2019 | このライトノベルがすごい！2020 | 女性キャラクター部門 | 7位  |
| 2020 | このライトノベルがすごい！2021 | 女性キャラクター部門 | 6位  |
| 2021 | このライトノベルがすごい！2022 | 女性キャラクター部門 | 10位 |
| 2022 | このライトノベルがすごい！2023 | 女性キャラクター部門 | 15位 |
| 2023 | このライトノベルがすごい！2024 | 女性キャラクター部門 | 13位 |

### 人気投票・読者アンケート等
2017年7月に投票企画「高度育成高校席替えタイム！ キミは誰の隣の席がいい？」が開催され、3つのグループで投票が行われた後に「堀北鈴音・一之瀬帆波・坂柳有栖・軽井沢恵」の4人で決選投票が行われた。最終的に本企画の投票総数は1万6000票を突破し、一之瀬帆波が1位を獲得した。また、本企画で1位を獲得を記念した一之瀬帆波の書き下ろしSSが公開された。
原作小説11巻と11.5巻の巻末アンケートの集計データを元にした「彼女にしたいランキング」では1位を獲得している。
「ねとらぼ調査隊」が2024年4月に実施した「アニメ『ようこそ実力至上主義の教室へ 3rd Season』で好きなキャラは？」と題した読者アンケートでは2位を、同アンケートにおける男性票のみを対象としたランキングでは1位をそれぞれ獲得している。
TVアニメ第3期最終回直前スペシャル企画として2024年3月1日から24日にアニメ公式サイトとAnimeJapan2024 KADOKAWAブースで行われたキャラクター（アニメ第1から3期で活躍した6人のヒロイン）人気投票では3位を獲得している。